# 馬克斯咖啡

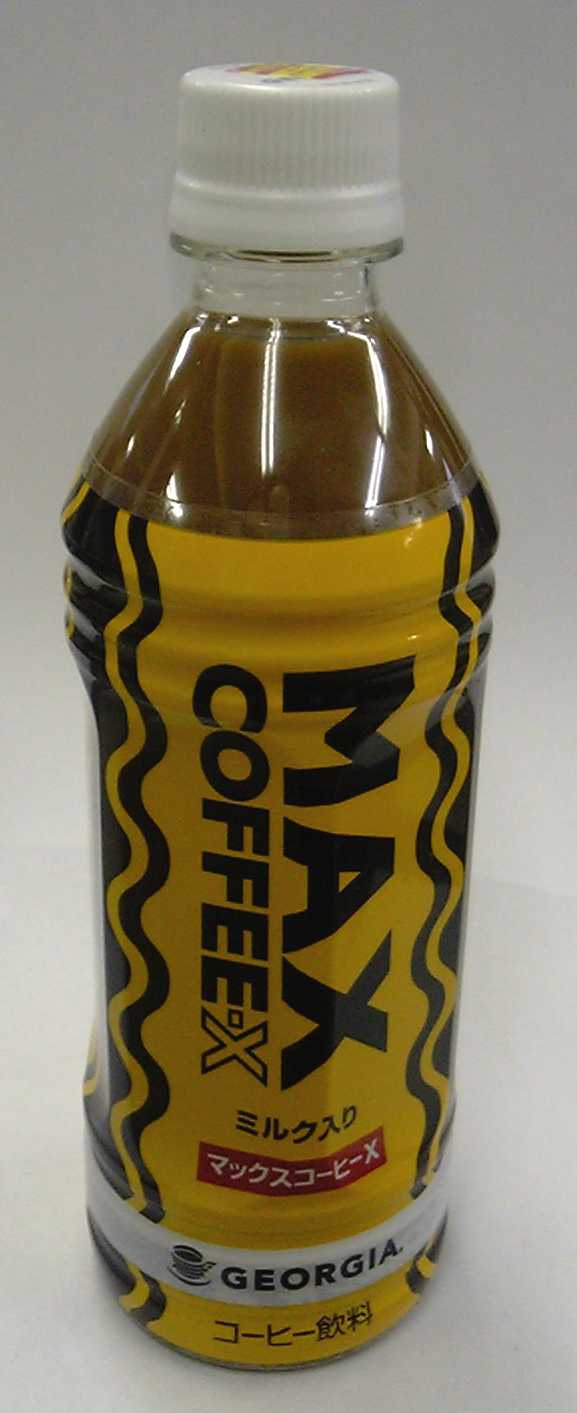
馬克斯咖啡X（マックスコーヒーX）

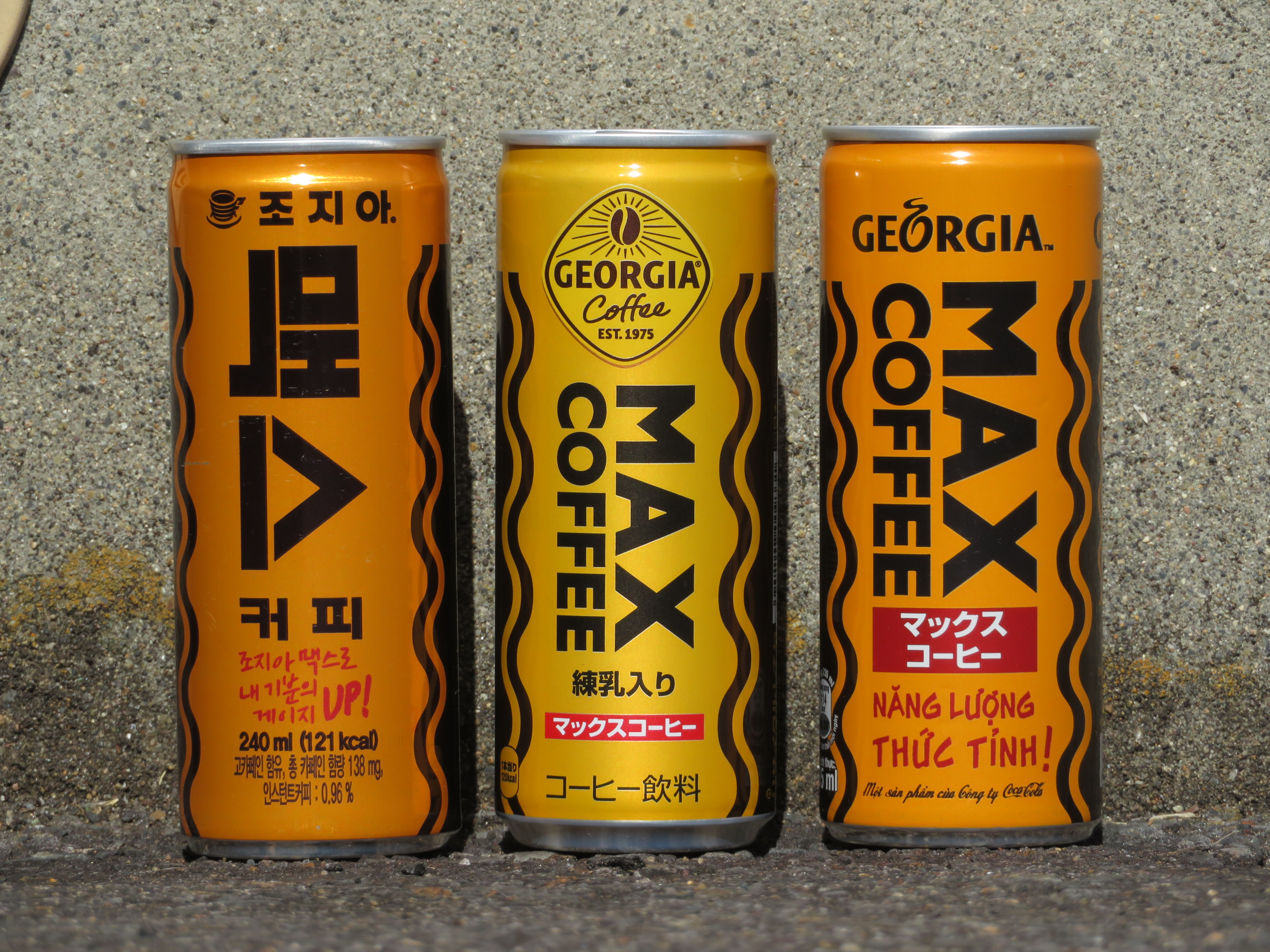
左：韓國
中：日本
右：越南

馬克斯咖啡是日本可口可樂製造銷售的一款咖啡飲料，屬於喬亞系列。這款咖啡在1975年上市。馬克斯咖啡在原料中加入大量煉乳和糖分，糖分含量和可口可樂接近（9.8%），因此味道偏甜。在過去這款飲料僅在千葉縣、茨城縣、栃木縣銷售，因此在上述地區有較高知名度。但現在已經開始在東日本各地銷售。韓國、越南的可口可樂亦有銷售同名產品，但味道完全不同。

## 外部連結
- マックスコーヒー公式サイト （页面存档备份，存于）
- ジョージアマックスコーヒー 三国峠を越える（All About） （页面存档备份，存于）
- MTV MAX MY RIDE Refueled by GEORGIA MAX COFFEE[]